# 任安 (东汉)
任安 （124年—202年），字定祖，廣漢綿竹人，東漢末年文士、占卜師、占星家，俱事楊厚，與同鄉人董扶齊名，學習圖錄讖緯。母姚氏。

## 生平
任安學成後，回家鄉教書，許多人從遠方慕名而來。任安弟子中著名的有杜微、杜瓊、何宗。
一開始在地方上任職，後來辭官在家，太尉徵聘他到朝廷，要拜他為博士官，並以公車去載他，任安皆聲稱自己生病，婉拒出仕。州牧劉焉上表推薦他，當時天下大亂，道路阻塞，詔命並沒有送達。建安七年，在家中去世，時年七十九。
蜀漢丞相諸葛亮曾問廣漢秦宓，董扶和任安的長處。秦宓回答：「董扶褒秋毫之善，貶纖介之惡。任安記人之善，忘人之過」

## 評價
- 劉焉：“安味精道度，厲節高邈，揆其器量，國之元寶，宜處弼疑之輔，以消非常之咎。”[10]
- 秦宓：“記人之善，忘人之過。”[11]

## 延伸阅读
[在维基数据编辑]
 《後漢書/卷79上》，出自范晔《後漢書》